# 國府田マリ子のレインボービーム!!
國府田マリ子のレインボービーム!!（こうだまりこのレインボービーム）は、ミュージックバードおよび、MUSIC BIRD for COMMUNITYを通じて全国69局のコミュニティ放送局で放送されているラジオ番組。

## 概要
國府田マリ子によるトーク番組。
毎週金曜日「お台場レインボーステーション」が放送されているが毎月第3金曜日のみ「國府田マリ子のレインボービーム!!」として放送されている。
2010年、アルバム「you're my special」の発売記念のため、川辺保弘の「Music Hot Flavor」にゲスト出演したことがきっかけで番組がスタートした。
番組開始当初は「お台場レインボーステーション」内の1コーナーとして放送されていたが、2019年6月21日よりマンスリーパーソナリティとして全時間帯を國府田マリ子が「國府田マリ子のレインボービーム!!」を放送している。
かつてはデックス東京ビーチのサテライトスタジオより生放送されていた。その際、國府田マリ子が毎回コスプレをしながら放送していたが2012年9月21日の回で終了。現在はTOKYO FMが本社を構える半蔵門・FMセンター4Fのミュージックバード専用スタジオより生放送している。
番組は第1回よりオンラインでも配信されており、当初はUstreamにて配信されアーカイブにて閲覧も可能であったが、2014年11月よりアーカイブが30日間しか残すことができなくなったためアーカイブはYoutubeに移行し、2018年8月17日からはYoutubeによる配信のみに移行した。
番組内では國府田のリクエスト曲がかかるが、Youtubeでの配信では曲がかからず代わりにYoutubeのみのトークが配信される。
番組は國府田の近況報告や、各コーナに寄せられたメール・はがき・FAXを紹介する。また、放送中はYoutubeのチャットによるファンとの交流も行われ、ファンとの距離感の近さは彼女の現在の活動スタイルを象徴している。

## 出演者
- 國府田マリ子

## コーナー
- ふるさとレンジャー（ふるさと自慢のコーナー）
- まりこどーも（ふつおたコーナー）
- お堀のいそきち（なんでもありの川柳のコーナー）
- 東京タワーに叫べ！（あなたの心の奥底の熱い雄叫びを國府田マリ子が変わりに叫びます）
- マイフェーバリット（國府田マリ子の歌で想い深い歌、リクエスト、受け付けます）
- 僕の私の決定打（人生が変わった瞬間。影響を受けたなにか）
- あなたのお役に立ちたいの（お役立ち情報、気がついちゃったこと！あっと驚く裏ワザ）

### マイフェーバリットのオンエア曲
- 2019年1月以降のみ

### 過去のコーナー
- プリンス西村の東京湾に叫べ！！
- コスパさんにお願い！
- 海辺のいそきち
- 今月のレインボービーム(番組と同じ名前の競走馬"レインボービーム"に関するアレコレ)

## ネット局
- 2025年2月現在

| 所在地               | 愛称                              | 放送局名                           | 周波数  |
| -------------------- | --------------------------------- | ---------------------------------- | ------- |
| 北海道栗山町         | エフエムくりやま                  | エフエムくりやま                   | 78.8MHz |
| 北海道根室市         | FMねむろ                          | ねむろ市民ラジオ                   | 76.3MHz |
| 北海道稚内市         | エフエムわっぴー                  | エフエムわっかない                 | 76.1MHz |
| 北海道網走市         | FM ABASHIRI                       | LIA                                | 78.7MHz |
| 岩手県花巻市         | FM One                            | えふえむ花巻                       | 78.7MHz |
| 岩手県宮古市         | みやこハーバーラジオ              | 宮古エフエム放送                   | 82.6MHz |
| 宮城県名取市         | なとらじ801                       | エフエムなとり                     | 80.1MHz |
| 秋田県鹿角市         | 鹿角きりたんぽFM                  | 鹿角コミュニティFM                 | 79.1MHz |
| 秋田県大仙市         | FMはなび                          | TMO大曲                            | 87.3MHz |
| 秋田県湯沢市         | FMゆーとぴあ                      | エフエムゆーとぴあ                 | 76.3MHz |
| 山形県長井市         | エフエムい〜じゃん おらんだラジオ | 日本・アルカディア・ネットワーク   | 77.7MHz |
| 茨城県高萩市         | たかはぎFM                        | たかはぎFM                         | 76.8MHz |
| 茨城県大子町         | FMだいご                          | まちの研究室                       | 77.5MHz |
| 茨城県日立市         | FMひたち                          | ひたちエフエム                     | 82.2MHz |
| 栃木県真岡市         | FMもおか                          | エフエム真岡                       | 87.4MHz |
| 栃木県足利市         | FM DAMONO                         | 足利コミュニティFM                 | 88.3MHz |
| 群馬県伊勢崎市       | いせさきFM                        | いせさきFM放送                     | 76.9MHz |
| 群馬県玉村町         | ラヂオななみ                      | エフエム玉村                       | 77.3MHz |
| 群馬県沼田市         | FM OZE                            | 沼田エフエム放送                   | 76.5MHz |
| 群馬県太田市         | FM TARO                           | おおたコミュニティ放送             | 76.7MHz |
| 埼玉県入間市         | FMチャッピー                      | エフエム茶笛                       | 77.7MHz |
| 千葉県八千代市       | ふくろうエフエム                  | ふくろうエフエム                   | 85.8MHz |
| 神奈川県横浜市戸塚区 | エフエム戸塚                      | エフエム戸塚                       | 83.7MHz |
| 神奈川県横浜市中区   | マリンFM                          | 横浜マリンエフエム                 | 86.1MHz |
| 新潟県十日町市       | エフエムとおかまち                | エフエムとおかまち                 | 78.3MHz |
| 新潟県上越市         | FMじょうえつ                      | 上越ケーブルビジョン               | 76.1MHz |
| 新潟県新発田市       | RADIO AGATT                       | エフエムしばた                     | 76.9MHz |
| 新潟県南魚沼市       | FMゆきぐに                        | エフエム雪国                       | 76.2MHz |
| 新潟県柏崎市         | FMピッカラ                        | 柏崎コミュニティ放送               | 76.3MHz |
| 富山県高岡市         | ラジオたかおか                    | ラジオたかおか                     | 76.2MHz |
| 福井県福井市         | 福井街角放送                      | 福井街角放送                       | 77.3MHz |
| 山梨県甲府市         | エフエム甲府                      | エフエム甲府                       | 76.3MHz |
| 山梨県富士吉田市     | エフエムふじごこ                  | エフエム富士五湖                   | 76.8MHz |
| 山梨県北杜市         | エフエム八ヶ岳                    | 八ヶ岳コミュニティ放送             | 82.2MHz |
| 長野県伊那市         | 伊那谷FM                          | 伊那ケーブルテレビジョン           | 86.7MHz |
| 長野県諏訪市         | エルシーブイFM769                 | エルシーブイ                       | 76.9MHz |
| 岐阜県岐阜市         | FMわっち                          | シティエフエムぎふ                 | 78.5MHz |
| 静岡県御殿場市       | 富士山GOGOエフエム ※              | エフエム御殿場                     | 86.3MHz |
| 静岡県静岡市清水区   | マリンパル                        | エフエムしみず                     | 76.3MHz |
| 愛知県蟹江町         | エフエムななみ                    | 西尾張シーエーティーヴィ           | 77.3MHz |
| 愛知県瀬戸市         | Radio SANQ                        | 尾張東部放送                       | 84.5MHz |
| 三重県いなべ市       | いなべエフエム                    | 特定非営利活動法人 いなべエフエム  | 86.1MHz |
| 京都府福知山市       | FM丹波                            | 京都FM丹波放送                     | 79.0MHz |
| 大阪府豊中市         | FM千里                            | 千里ニュータウンFM放送             | 83.7MHz |
| 大阪府八尾市         | やおFM                            | 株式会社八尾タイムズ               | 79.2MHz |
| 兵庫県豊岡市         | FMジャングル                      | エフエムたじま                     | 76.4MHz |
| 鳥取県米子市         | DARAZ FM                          | DARAZコミュニティ放送              | 79.8MHz |
| 島根県出雲市         | エフエムいずも                    | エフエムいずも                     | 80.1MHz |
| 広島県広島市中区     | FMちゅーピー                      | 中国コミュニケーションネットワーク | 76.6MHz |
| 広島県東広島市       | FM東広島                          | FM東広島                           | 89.7MHz |
| 広島県廿日市市       | エフエムはつかいち                | FMはつかいち                       | 76.1MHz |
| 広島県尾道市         | エフエムおのみち79.4              | 尾道エフエム放送                   | 79.4MHz |
| 山口県周南市         | しゅうなんFM                      | エフエム周南                       | 78.4MHz |
| 香川県高松市         | FM81.5                            | エフエム高松コミュニティ放送       | 81.5MHz |
| 香川県坂出市         | FM SUN                            | エフエムサン                       | 76.1MHz |
| 愛媛県新居浜市       | Hello!NEW 新居浜FM                | ハートネットワーク                 | 78.0MHz |
| 福岡県大牟田市       | FMたんと                          | 有明ねっとこむ                     | 79.3MHz |
| 福岡県直方市         | ちょっくらじお                    | つなぐほーむ                       | 86.1MHz |
| 福岡県八女市         | FM YAME                           | FM八女                             | 80.1MHz |
| 長崎県南島原市       | エフエムひまわり                  | ひまわりてれび                     | 87.6MHz |
| 熊本県熊本市中央区   | FM791                             | 熊本シティエフエム                 | 79.1MHz |
| 熊本県小国町         | green pocket                      | エフエム小国                       | 76.5MHz |
| 熊本県天草市         | みつばちラジオ                    | 天草ケーブルネットワーク           | 88.8MHz |
| 熊本県八代市         | かっぱFM                          | エフエムやつしろ                   | 76.5MHz |
| 大分県佐伯市         | エフエム佐伯                      | さいき市民放送                     | 76.3MHz |
| 宮崎県延岡市         | FMのべおか                        | FMのべおか                         | 88.6MHz |
| 宮崎県日向市         | FMひゅうが                        | ケーブルメディアワイワイ           | 76.7MHz |
| 鹿児島県薩摩川内市   | FMさつませんだい                  | 薩摩川内市観光物産協会             | 87.1MHz |
| 沖縄県宮古島市       | エフエムみやこ                    | エフエムみやこ                     | 76.5MHz |

※20:30～20:55のみ放送